# Astochia indica
Astochia indica är en tvåvingeart som beskrevs av Joseph och Parui 1984. Astochia indica ingår i släktet Astochia och familjen rovflugor. Inga underarter finns listade i Catalogue of Life.